# Sainte-Gemme (Indre)
Sainte-Gemme é uma comuna francesa na região administrativa do Centro, no departamento de Indre. Estende-se por uma área de 32,5 km². Em 2010 a comuna tinha 266 habitantes (densidade: 8,2 hab./km²).